# Anton Reicha
Anton Reicha, född den 26 februari 1770 i Prag, död den 28 maj 1836 i Paris, var en österrikisk musikteoretiker och tonsättare.
Reicha var 1788–1794 jämte den unge Beethoven anställd vid kurfurstliga kapellet i Bonn (som flöjtist), reste därpå till Hamburg och 1799 till Paris, där han väckte uppmärksamhet som instrumentalkompositör och dit han efter en tids vistelse i Wien (1802–1808) återkom för att slutligen (1818) hamna som kompositionsprofessor vid Pariskonservatoriet. Hans operor vann ringa framgång. Anseende åtnjöt däremot hans instrumentalverk (symfonier, oktett, kvintetter, kvartetter, trior, duetter för olika sammanställningar av stråk- och blåsinstrument, violinsonater, pianosonater, etyder, fugor med mera) och i ännu högre grad hans teoretiska arbeten. Bland dessa kan nämnas Traité de mélodie (1814; 2:a upplagan 1832), Cours de composition musicale (1818), Traité de haute composition musicale (1824–1826) samt Art du compositeur dramatique (1833).
Verkförteckning